# Celosia polygonoides
Celosia polygonoides är en amarantväxtart som beskrevs av Anders Jahan Retzius. Celosia polygonoides ingår i släktet celosior, och familjen amarantväxter. Inga underarter finns listade i Catalogue of Life.